# Les Planches-en-Montagne
Les Planches-en-Montagne es una localidad y comuna francesa situada en la región de Franco Condado, departamento de Jura, en el distrito de Lons-le-Saunier y cantón de Planches-en-Montagne.

## Demografía
| 217 | 201 | 186 | 159 | 145 | 128 | 91 |
| Para los censos de 1962 a 1999 la población legal corresponde a la población sin duplicidades (Fuente: INSEE [Consultar]) |     |     |     |     |     |    |